# Parla
Parla település Spanyolországban, Madrid tartományban. Parla Fuenlabrada, Humanes de Madrid, Griñón, Torrejón de la Calzada, Torrejón de Velasco és Pinto községekkel határos. Lakosainak száma 134 833 fő (2024).

## Népesség
A település népessége az utóbbi években az alábbiak szerint változott:
| Lakosok száma | 77 157 | 86 912 | 98 628 | 115 611 | 124 208 | 125 323 | 125 898 | 130 124 | 130 577 | 134 833 |
|               | 2001   | 2004   | 2007   | 2009    | 2012    | 2014    | 2017    | 2019    | 2022    | 2024    |

## Híres személyek
- Borja Mayoral labdarúgó